# 利古里亞共和國

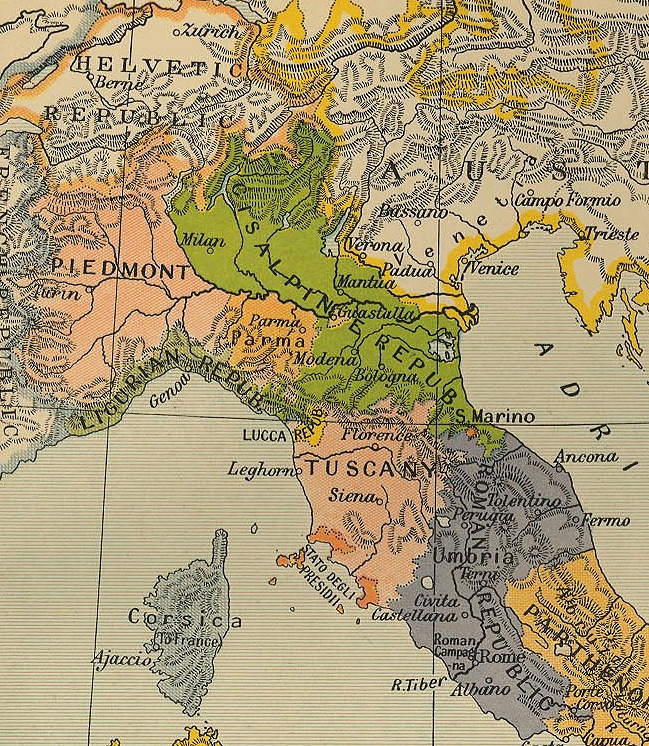
棕色地區是利古里亞共和國

利古里亞共和國（La Repubblica Ligure, 1797年-1805年; 1814年）是在現在的義大利西北部利古里亞大區的一個已不存在的國家。成立於 1797年6月14日，是由拿破崙扶植的一個傀儡政權。首都設在熱那亞。